# Список рыб и круглоротых, занесённых в Красную книгу Молдовы
Рыбы и круглоротые, занесённые в Красную книгу Молдавии, — список из видов лучепёрых рыб и миног, включённых в третье издание Красной книги Молдавии (2015).

## История
Вопрос об охране редких животных в общегосударственном масштабе на территории стран, входивших в состав СССР, стал подниматься лишь в 1970-х годах. Издание «Красной книги Молдавии», тогда ещё как республики в составе СССР было учреждено Советом Министров МССР в марте 1976 года и выпущено в 1978 году. В Красную книгу Молдавской ССР было включено 29 видов животных (4 пресмыкающихся, 8 видов млекопитающих, 17 птиц) и 26 видов растений. Первая же самостоятельная редакция «Красной книги Молдавии» была принята в 2001 году, а опубликована в 2002 году. В ней уже насчитывалось 126 видов растений и 116 исчезающих видов животных, включая 12 видов лучепёрых рыб и 1 вид миног. В 2015 году была издана третья редакция «Красной книги Молдавии», включающая 23 вида лучепёрых рыб и 1 вид миног.

## Список видов
Систематика классов, отрядов и семейств приведена по Nelson, 2006. Названия видов приводятся в алфавитном порядке.
Категории охранного статуса видов в «Красной книги Молдавии»:
- CR — виды на грани исчезновения (в критическом состоянии)
- EN — вымирающие виды (виды под угрозой исчезновения)
- VU — уязвимые виды

Обозначения охранного статуса МСОП:
- — виды на грани исчезновения (в критическом состоянии)
- — виды под угрозой исчезновения
- — уязвимые виды
- — виды, близкие к уязвимому положению
- — виды под наименьшей угрозой
- — виды, для оценки угрозы которым не хватает данных
- — виды не представленные в Международной Красной книге

Легенда
 — новые виды, включённые в третье издание Красной книги Молдавии, опубликованное в 2015 году
| Иллюстрация                               | Русское и латинское название, автор таксона                               | Ареал на территории Молдавии. Численность и лимитирующие факторы | Охранный статус в Красной книге Молдавии | Статус МСОП                                      | Прим.  |
| ----------------------------------------- | ------------------------------------------------------------------------- | --- | ---------------------------------------- | ------------------------------------------------ | ------ |
| Класс Лучепёрые рыбы (Actinopterygii)     |                                                                           | |                                          |                                                  |        |
| Отряд Осетрообразные (Acipenseriformes)   |                                                                           | |                                          |                                                  |        |
| Семейство Осетровые (Acipenseridae)       |                                                                           | |                                          |                                                  |        |
|                                           | Белуга Huso huso (Linnaeus, 1758)                                         | По Днестру нерест белуги отмечался у города Сороки на севере Молдавии. Глобально обитает в реках бассейна Чёрного, Азовского и Каспийского морей. Проходная придонно-пелагическая рыба, которая постоянно живёт в море, а на нерест заходит в реки. Нерестовые миграции проходят дважды в год: весной и осенью. Численность очень низкая и продолжает сокращаться. Главные факторы уменьшения численности — исчезновение типичных биотопов, необходимых для размножения вида; загрязнение рек, браконьерский вылов. | CR                                       | Вид на грани исчезновения                        | [ 5 ]  |
|                                           | Русский осётр Acipenser gueldenstaedtii Brandt, 1833                      | Вид распространён в нижнем течении Днестра. Глобально населяет бассейны Каспийского, Чёрного и Азовского морей со впадающими в них крупными реками. Проходная придонная рыба, постоянно живущая в море, а на нерест заходящая в реки. Нерестовые миграции происходят дважды в год: с августа по январь и с марта—начала апреля до мая—начала июня. Численность невысокая, в последние 25-30 лет неуклонно падает. На территории страны вид находится на грани вымирания. Лимитирующие факторы: исчезновение типичных биотопов, необходимых для размножения вида, в результате изменения гидрологического, химического, биологического режимов водоёмов, вызванного гидротехническим строительством; загрязнение воды, чрезмерный вылов рыб. | CR                                       | Вид на грани исчезновения                        | [ 6 ]  |
|                                           | Севрюга Acipenser stellatus Pallas, 1771                                  | Вид распространён в среднем и нижнем течении Днестра, Прута, Дуная. Глобально обитает в реках бассейна Чёрного, Азовского и Каспийского морей. Проходная придонная рыба, которая постоянно обитает в море, а для размножения заходит дважды в год в реки: осенью (с конца сентября до конца ноября) и весной (с марта до конца апреля—начала мая). Численность очень низкая и продолжает сокращаться. Главные факторы уменьшения численности — исчезновение типичных биотопов, необходимых для размножения вида; загрязнение рек, браконьерский вылов. | EN                                       | Вид на грани исчезновения                        | [ 7 ]  |
|                                           | Стерлядь Acipenser ruthenus Linnaeus, 1758                                | Вид распространён в среднем и нижнем течении Днестра, Прута, водохранилище Стынка-Костешты и Дубоссары. Глобально обитает в реках бассейна Чёрного, Азовского и Каспийского морей. Пресноводная придонная рыба. Численность очень низкая. Со второй половины XX века вид резко сократил свою численность и ареал. Главные факторы уменьшения численности — исчезновение типичных биотопов, необходимых для размножения вида; загрязнение рек промышленными, сельскохозяйственными и бытовыми стоками (стерлядь весьма чувствительна к загрязнению воды и содержанию в ней кислорода), браконьерский вылов, созданные на реках водохранилища, в которых стоячая вода хуже очищается (порой заболачивается) и хуже обогащается кислородом.    | VU                                       | Уязвимый вид                                     | [ 8 ]  |
| Отряд Лососеобразные (Salmoniformes)      |                                                                           | |                                          |                                                  |        |
| Семейство Лососёвые (Salmonidae)          |                                                                           | |                                          |                                                  |        |
|                                           | Дунайский лосось Hucho hucho (Linnaeus, 1758)                             | Вид распространён в бассейне реки Прут. Считается реликтовой формой тайменя. Пресноводная рыба, предпочитающая горные водоёмы с температурой воды не превышающей 15-20°С. Очень немногочисленный вид. Причины изменения численности: изменение биотопов в результате нарушения гидрологического, химического, биологического режимов, вызванного гидротехническим строительством; загрязнение водоёмов, чрезмерный вылов. | CR                                       | Вымирающий вид                                   | [ 9 ]  |
| Отряд Щукообразные (Esociformes)          |                                                                           | |                                          |                                                  |        |
| Семейство Умбровые (Umbridae)             |                                                                           | |                                          |                                                  |        |
|                                           | Европейская евдошка Umbra krameri Walbaum, 1792                           | Вид распространён в нижнем и среднем течении Прута, низовьях Днестра, стоячих водоемах системы Дуная. Обитает в заболоченных водоёмах, предпочитает спокойные, даже застойные воды с плотной растительностью. Редкий вид. Лимитирующие факторы: загрязнение водоёмов; гидротехническое строительство; конкуренция со стороны искусственно заселённых видов рыб. | EN                                       | Уязвимый вид                                     | [ 10 ] |
| Отряд Угреобразные (Anguilla)             |                                                                           | |                                          |                                                  |        |
| Семейство Угрёвые (Anguillidae)           |                                                                           | |                                          |                                                  |        |
|                                           | Речной угорь Anguilla anguillai (Linnaeus, 1758)                          | Вид распространён в нижнем течении Прута, низовьях Днестра. Типичная проходная рыба. Большую часть жизни проводит в пресной воде, а на нерест уходит в западную часть тропических вод Атлантического океана. Численность чрезвычайно низкая, в последнее десятилетие в уловах встречается единично. Лимитирующие факторы: изменение биотопов в результате нарушения гидрологического, химического, биологического режимов, вызванного антропогенный воздействием; загрязнение водоёмов. | CR                                       | Вид на грани исчезновения                        | [ 11 ] |
| Отряд Карпообразные (Cypriniformes)       |                                                                           | |                                          |                                                  |        |
| Семейство Карповые (Cyprinidae)           |                                                                           | |                                          |                                                  |        |
|                                           | Быстрянка Alburnoides bipunctatus (Bloch, 1782)                           | Вид распространён в притоках среднего течения реки Днестр (на участке плотина Новоднестровская — Сорока) и в высоком течении реки Прут (на участке Крива— село Кунешть). Быстрянки обитают преимущественно в реках, а также в русловых водохранилищах на быстром течении. Встречается спорадически. Лимитирующие факторы: изменение биотопов в результате нарушения гидрологического, химического, биологического режимов, вызванного антропогенный воздействием; загрязнение водоёмов. | EN                                       | Вид не представлен в Международной Красной книге | [ 12 ] |
|                                           | Вырезуб Rutilus frisii (Nordmann, 1840)                                   | Вид распространён в Днестре, и боле реже встречается в Кучурганском лимане. Полупроходная стайная придонная рыба. Нагуливается в солоноватых водах, на нерест и зимовку заходит в реки. Является редким видом с низкой численностью. Лимитирующие факторы: изменение биотопов в результате нарушения гидрологического, химического, биологического режимов, вызванного антропогенный воздействием; загрязнение водоёмов; чрезмерный вылов. | VU                                       | Вид вне опасности                                | [ 13 ] |
|                                           | Днепровский усач Barbus borysthenicus Dybowski, 1862                      | Вид распространён нижнем течении Прута, озёрах Дубоссарского района, Кучурганском лимане. Пресноводная реофильная рыба. Предпочитает участки равнинных рек с быстрым течением, каменистым, крупнопесчаным, реже глинистым дном. Ведет придонный образ жизни. На территории Молдавии является редким видом с низкой численностью. Лимитирующие факторы: изменение биотопов в результате нарушения гидрологического, химического, биологического режимов, вызванного антропогенный воздействием; загрязнение водоёмов; чрезмерный вылов. | VU                                       | Вид не представлен в Международной Красной книге | [ 14 ] |
|                                           | Линь Tinca tinca Linnaeus, 1758                                           | Вид распространён в реке Прут, Кучурганском лимане, спорадически — в озёрах Дубоссарского района и села Кишкарены. Является редким видом. Вид испытывает сильное антропогенное воздействие, связанное с нарушением среды обитания, а также браконьерством. | VU                                       | Вид вне опасности                                | [ 15 ] |
|                                           | Обыкновенный карась Carassius carassius (Linnaeus, 1758)                  | Обитает в различных типах водоёмов практически на всей территории страны. Держится в пойменных водоемах, озёрах, прудах со стоячей или слабопроточной водой и заиленным дном, густо заросших водной растительностью. Численность на территории Молдавии не высокая, с тенденцией к исчезновению изолированных популяций. В отдельных водоемах единичный, в ряде из них исчез. Лимитирующие факторы: конкуренция и вытеснение в местах обитания со стороны инвазивного серебряного карася, уничтожение и загрязнение водоёмов — мест обитания, браконьерство. | CR                                       | Вид вне опасности                                | [ 16 ] |
|                                           | Румынский усач Barbus petenyi Heckel, 1852                                | Вид распространён в верхнем и среднем течении Днестра и Прута. Численность низкая и продолжает сокращаться. Вид вымер на части своего первоначального ареала на территории страны. Лимитирующие факторы: изменение биотопов в результате нарушения гидрологического, химического, биологического режимов, вызванного антропогенный воздействием; загрязнение водоёмов; браконьерское использование сетей при ловли рыбы. | VU                                       | Вид вне опасности                                | [ 17 ] |
|                                           | Чехонь Pelecus cultratus (Linnaeus, 1758)                                 | Вид распространён в реках Днестр и Прут. Предпочитает крупные, не заросшие водорослями реки. На территории Молдавии является редким видом с низкой численностью. Лимитирующие факторы: изменение биотопов в результате нарушения гидрологического, химического, биологического режимов, вызванного антропогенный воздействием; загрязнение водоёмов. | VU                                       | Вид вне опасности                                | [ 18 ] |
|                                           | Язь Leuciscus idus (Linnaeus, 1758)                                       | Вид распространён в среднем и нижнем течении Днестра и Прута, озере Белеу, Кучурганском лимане, в заболоченных водоёмах у села Манта. Предпочитает глубокие реки с более медленным течением и глинистым, слегка заиленным дном. Численность на территории Молдавии не высокая, попадаются единичные экземпляры. Лимитирующие факторы: уменьшение количества, изменение и загрязнение пригодных для обитания вида водоёмов, браконьерство. | VU                                       | Вид вне опасности                                | [ 19 ] |
| Отряд Трескообразные (Gadiformes)         |                                                                           | |                                          |                                                  |        |
| Семейство Налимовые (Lotidae)             |                                                                           | |                                          |                                                  |        |
|                                           | Налим Lota lota (Linnaeus, 1758)                                          | Вид распространён в Днестре, Пруте, Турунчуке, в озёрах Дубоссарского района, водохранилище Стынка-Костешты. Численность низкая. Лимитирующие факторы: изменение биотопов в результате нарушения гидрологического, химического, биологического режимов, вызванного антропогенный воздействием; загрязнение водоёмов; чрезмерный вылов. | VU                                       | Вид вне опасности                                | [ 20 ] |
| Отряд Окунеобразные (Perciformes)         |                                                                           | |                                          |                                                  |        |
| Семейство Бычковые (Gobiidae)             |                                                                           | |                                          |                                                  |        |
|                                           | Длиннохвостый бычок Книповича Knipowitschia longecaudata (Kesssler, 1877) | Встречается только в Кучурганском лимане и озере Кагул. Предпочитает районы с песчаным дном и богатой подводной растительностью в мелких прибрежных водах. Обитает только в солоноватой и пресной воде с температурой 4—20 °C. Зарегистрированы изолированные малочисленные популяции. Лимитирующие факторы: изменение биотопов в результате нарушения гидрологического, химического, биологического режимов, вызванного антропогенный воздействием; загрязнение водоёмов. | VU                                       | Вид вне опасности                                | [ 21 ] |
| Рисунок каспиосомы                        | Каспиoсома Caspiosoma caspium (Kesssler, 1877)                            | Понтийский реликт. Глобально населяет низовья и дельты рек, впадающих в северо-западную часть Чёрного моря. В Молдавии встречается только в Кучурганском лимане. Вид населяет слабо соленоводные эстуарно-речные участки, нижние и дельтовые участки речных бассейнов. Численность незначительная. Лимитирующие факторы: деградация мест обитания. | EN                                       | Вид вне опасности                                | [ 22 ] |
| Семейство Окунёвые (Percidae)             |                                                                           | |                                          |                                                  |        |
|                                           | Волжский судак Sander volgensis (Gmelin, 1789)                            | Встречается в Днестре и чрезвычайно редко — в Пруте. Типично речная рыба. Предпочитает глубокие места с чистым песчаным или галечниковым дном. Попадаются отдельные особи. Лимитирующие факторы: изменение биотопов в результате нарушения гидрологического, химического, биологического режимов, вызванного антропогенный воздействием; загрязнение водоёмов; гидротехническое строительство. | EN                                       | Вид вне опасности                                | [ 23 ] |
|                                           | Малый чоп Zingel streber (Siebold, 1863)                                  | Вид распространён в среднем и нижнем течении Днестра и Прута. Численность незначительная. Пресноводный жилой вид горных и предгорных глубоких участков рек с быстрым течением, чистой, хорошо насыщенной кислородом водой и с каменистым, песчаным или глинистым дном. Лимитирующие факторы: изменение биотопов в результате нарушения гидрологического, химического, биологического режимов, вызванного антропогенный воздействием; загрязнение водоёмов; добыча речного песка и гальки в местах обитания вида; чрезмерный вылов. | VU                                       | Вид вне опасности                                | [ 24 ] |
|                                           | Обыкновенный чоп Zingel zingel (Linnaeus, 1766)                           | Вид распространён в среднем и нижнем течении Днестра и Прута. Численность незначительная. Пресноводная жилая рыба горных и предгорных участков рек с быстрым течением, чистой, насыщенной кислородом водой. Местами обитания являются преимущественно глубоководные участки рек с твердым дном из песка, гальки или глины. Лимитирующие факторы: нарушение типовых биотопов в результате изменения гидрологического, химического, биологического режимов водоемов, вызванного гидротехническим строительством, а также загрязнение воды. | VU                                       | Вид вне опасности                                | [ 25 ] |
|                                           | Полосатый ёрш Gymnocephalus schraetser (Linnaeus, 1758)                   | Встречается в среднем и нижнем течении Прута, в бассейне Дуная. Места обитания — участки рек с чистой водой, песчаным дном с примесью гальки и щебня. На большей части ареала стал редким. Лимитирующие факторы: изменение пригодных мест обитания в результате нарушения гидрологического, химического, биологического режимов, вызванного антропогенный воздействием; загрязнение водоёмов; браконьерский лов рыбы с использованием запрещенных методов. | VU                                       | Вид вне опасности                                | [ 26 ] |
| Отряд Скорпенообразные (Scorpaeniformes)  |                                                                           | |                                          |                                                  |        |
| Семейство Рогатковые (Cottidae)           |                                                                           | |                                          |                                                  |        |
|                                           | Пёстроногий подкаменщик Cottus poecilopus Heckel, 1837                    | Вид распространён в реках Днестр и Прут. Держится на участках рек с быстрым течением и обычно каменисто-галечным дном. Избегает воду, содержащую различного рода загрязнения. Встречается чрезвычайно спорадически, единичными экземплярами. Лимитирующие факторы: нарушение типовых биотопов в результате изменения гидрологического, химического, биологического режимов водоемов, вызванного гидротехническим строительством; загрязнение воды. | VU                                       | Вид вне опасности                                | [ 27 ] |
| Класс Миноги (Petromyzontida)             |                                                                           | |                                          |                                                  |        |
| Отряд Миногообразные (Petromyzontiformes) |                                                                           | |                                          |                                                  |        |
| Семейство Миноговые (Petromyzontidae)     |                                                                           | |                                          |                                                  |        |
|                                           | Украинская минога Eudontomyzon mariae (Berg, 1931)                        | Вид распространён в реках Днестр и Прут, гораздо реже — может встречаться в других реках страны. Численность чрезвычайно низкая. Находки вида на территории страны отсутствуют с начала 2000-х годов. Лимитирующие факторы: фрагментация и сокращение природных мест обитания, загрязнение воды. | CR                                       | Вид вне опасности                                | [ 28 ] |